# World Invasion
World Invasion (Battle: Los Angeles) è un film del 2011 diretto da Jonathan Liebesman. È una pellicola di fantascienza bellica che si ispira liberamente agli incidenti della battaglia di Los Angeles (un presunto attacco aereo giapponese del 1942), proponendo una ambientazione contemporanea che coinvolge una invasione aliena.
Tra gli interpreti principali del film figurano Aaron Eckhart, Michelle Rodriguez, Bridget Moynahan e Michael Peña.

## Trama
Nell'agosto 2011 oggetti misteriosi che sembrano meteoriti si schiantano negli oceani della Terra, vicino a molte delle principali città. Questi oggetti si rivelano poi essere astronavi ostili che contengono esseri extraterrestri.
I marines di Camp Pendleton arrivano a Los Angeles per difendere la Terra contro le forze aliene e assistere l'evacuazione dei civili in preparazione di una serie di bombardamenti aerei.
Tra i militari vi è il sergente Michael Nantz, un veterano che ha perso la sua squadra durante la guerra in Iraq. Nantz aveva programmato di andare in pensione, ma i superiori gli richiedono di guidare il plotone della Compagnia Echo. Sotto il comando del sottotenente William Martinez, fresco di accademia, il plotone parte in missione per salvare da una stazione di polizia di Los Angeles alcuni civili entro tre ore, prima che la zona venga bombardata. Durante il percorso, al plotone si aggrega un gruppo della Guardia Nazionale e una sergente dell'Air Force, Elena Santos. Alla fine, la squadra raggiunge la stazione di polizia, trovandovi cinque civili. Un elicottero arriva per l'evacuazione ma viene distrutto da un velivolo alieno.
Il gruppo trova poi un alieno ferito e i Marines vengono a conoscenza della fisiologia degli alieni trovando un punto debole nel tronco. Scoprono anche che i velivoli alieni sono in realtà droni senza equipaggio in grado di monitorare le trasmissioni radio umane.  Durante uno scontro a fuoco con gli alieni su una superstrada, alcuni militari e componenti del gruppo vengono uccisi. Rincon, un civile, e il tenente Martinez vengono feriti. Martinez poi si sacrifica per distruggere l'unità nemica facendo esplodere del C-4, lasciando Nantz al comando.
I resti del plotone (Nantz, Santos, i caporali Kevin Harris, Jibril Adukwu, Peter Kerns, Lee Imlay, Jason Lockett e cinque civili) evitano la zona dei bombardamenti, rifugiandosi in un magazzino. I militari riescono a portare i civili ad un punto di estrazione alternativo. Prima di imbarcarsi, Rincon muore per le ferite e Lockett (il cui fratello è morto sotto il comando di Nantz in Iraq) si rivela dubbioso sulla capacità di Nantz di guidare la squadra.
Nantz decide di tentare da solo una ricognizione dell'area che sembra essere il bunker centrale delle forze aliene ma la sua squadra insiste per accompagnarlo. I marines scoprono quindi che quella zona sotterranea è in effetti il centro nevralgico di tutte le operazioni degli alieni e tornano in superficie. Kerns richiede via radio attacchi missilistici, mentre i marines restanti difendono la posizione. Kerns viene ucciso mentre il bunker degli alieni, danneggiato dai missili, si eleva fuoriuscendo dal sottosuolo mentre diverse squadre di droni alieni passano al contrattacco. I marines utilizzano un lanciarazzi AT4 per distruggere un drone che stava per intercettare un missile che riesce infine a colpire il centro di comando alieno che crolla. Gli alieni, sconfitti, si ritirano mentre i marines riconquistano Los Angeles. Tutte le altre città del mondo sotto attacco emulano la strategia dei marines statunitensi, riuscendo a distruggere i centri di comando in ogni città e salvare la Terra.

## Produzione
Con un budget stimato attorno ai 70 milioni di dollari, le riprese si sono svolte da settembre a ottobre 2009 a Shreveport e Baton Rouge, in Louisiana.
Gli effetti visivi sono curati da Greg e Colin Strause, con la loro società Hydraulx. Con i guadagni ottenuti i due fratelli registi hanno realizzato un progetto analogo, Skyline, sempre incentrato su un'invasione aliena a Los Angeles, senza il consenso della Sony Pictures. Per questo la Sony ha valutato la possibilità di un'azione legale.

## Distribuzione
Il 12 novembre 2010 sono stati pubblicati il teaser trailer per l'edizione americana e il trailer internazionale. L'uscita nelle sale cinematografiche statunitensi è avvenuta l'11 marzo 2011, in Italia è stato distribuito il 22 aprile dello stesso anno, a cura della Sony Pictures, ed è vietato ai minori di 14 anni.

## Accoglienza

### Incassi
Il film ha avuto un incasso totale in tutto il mondo pari a oltre 210.000.000 di dollari.

## Riconoscimenti
- ALMA Awards
  - Candidatura come Favorite Movie Actor a Michael Peña.
  - Candidatura come Favorite Movie Actress a Michelle Rodriguez
- BMI Film & TV Award
  - BMI Film Music Award a Brian Tyler.

## Opere derivate
Nel 2011 ispirandosi al film è stato sviluppato dalla Saber Interactive un videogioco, distribuito per Microsoft Windows, Xbox 360 e PlayStation 3. Il videogioco, prodotto dalla Konami col titolo Battle: Los Angeles, è uno sparatutto in prima persona.